# Peter Aluma
Peter Aluma (Lagos, 23 aprile 1973 – 2 febbraio 2020) è stato un cestista nigeriano, professionista nella NBA e in Bielorussia.

## Carriera
Con la Nigeria ha disputato i Campionati mondiali del 1998.